# Список плазунів Словенії
У даному списку перелічені усі плазуни, які мешкають на території Словенії. Підтверджено проживання 25 видів плазунів на території Словенії.

## Список

### Легенда
Наступні категорії використані для позначення охоронного статусу кожного виду за оцінками МСОП та Європейського Червоного списку:
| VU | Vulnerable      | Уразливий                                                   |
| NT | Near Threatened | Близький до загрозливого стану                              |
| LC | Least Concern   | У найменшій загрозі                                         |
| NA | Not Applicable  | Не придатний для оцінювання (використовується тільки в ЄЧС) |

Для більшості плазунів наведений їх статус у ЄЧС (виділений жирним шрифтом — VU, EN, LC, NA). Якщо європейський статус відсутній, то наведено глобальний (звичайним шрифтом — VU, LC, NT). Якщо і такий статус відсутній, то в клітинці стоїть прочерк («-»).

### Плазуни

#### Підтверджені плазуни
| Українська назва              | Біноміальна назва                                    | Родина       | Ряд        | Статус ЄЧС/МСОП | Ареал проживання | Зображення | Виноски     |
| ----------------------------- | ---------------------------------------------------- | ------------ | ---------- | --------------- | --- | ---------- | ----------- |
| Веретільниця ламка            | Anguis fragilis Linnaues, 1758                       | Anguidae     | Squamata   | LC              | Ця ящірка широко поширена на території усієї країни, максимальна зафіксована висота – 1665 метрів. Полюбляє гірські луки, ліси, лісові галявини, узлісся. Може траплятися на культивованих людиною територіях. |            | [ 1 ] [ 2 ] |
| Мідянка звичайна              | Coronella austriaca Laurenti, 1768                   | Colubridae   | Squamata   | LC              | Змія трапляється повсюдно, окрім прибережного регіону, де вона трапляється вкрай рідко. Полюбляє негусті ліси, лісові галявини, узлісся, гірські (субальпійські) луки та чагарники.                            |            | [ 3 ] [ 4 ] |
| Полоз чотирисмугий            | Elaphe quatuorlineata (Lacépède, 1789)               | Colubridae   | Squamata   | NT              | Трапляється в Істрії і, можливо, у словенськім Примор'ї, на схилах Красу. Полюбляє теплі карстові та кам'янисті схили, рідколісся, можна побачити на культивованих територіях та поблизу водойм.               |            | [ 5 ] [ 6 ] |
|                               | Hierophis gemonensis (Laurenti, 1768)                | Colubridae   | Squamata   | LC              | |            | [ 7 ]       |
|                               | Hierophis viridiflavus (Lacépède, 1789)              | Colubridae   | Squamata   | LC              | |            | [ 8 ]       |
| Котяча змія кавказька         | Telescopus fallax Fleischmann, 1831                  | Colubridae   | Squamata   | LC              | |            | [ 9 ]       |
| Полоз ескулапів               | Zamenis longissimus (Laurenti, 1768)                 | Colubridae   | Squamata   | LC              | |            | [ 10 ]      |
|                               | Algyroides nigropunctatus (Duméril & Bibron, 1839)   | Lacertidae   | Squamata   | LC              | |            | [ 11 ]      |
|                               | Iberolacerta horvathi (Mehely, 1904)                 | Lacertidae   | Squamata   | NT              | |            | [ 12 ]      |
| Ящірка прудка                 | Lacerta agilis Linnaues, 1758                        | Lacertidae   | Squamata   | LC              | |            | [ 13 ]      |
|                               | Lacerta bilineata Daudin, 1802                       | Lacertidae   | Squamata   | LC              | |            | [ 14 ]      |
| Ящірка зелена                 | Lacerta viridis (Laurenti, 1768)                     | Lacertidae   | Squamata   | LC              | |            | [ 15 ]      |
|                               | Podarcis melisellensis (Braun, 1877)                 | Lacertidae   | Squamata   | LC              | |            | [ 16 ]      |
| Ящірка мурова                 | Podarcis muralis (Laurenti, 1768)                    | Lacertidae   | Squamata   | LC              | |            | [ 17 ]      |
|                               | Podarcis siculus (Rafinesque-Schmaltz, 1810)         | Lacertidae   | Squamata   | LC              | |            | [ 18 ]      |
| Ящірка живородна              | Zootoca vivipara (Lichstein, 1823)                   | Lacertidae   | Squamata   | LC              | |            | [ 19 ]      |
| Вуж звичайний                 | Natrix natrix (Linnaues, 1758)                       | Natricidae   | Squamata   | LC              | |            | [ 20 ]      |
| Вуж водяний                   | Natrix tessellata (Laurenti, 1768)                   | Natricidae   | Squamata   | LC              | |            | [ 21 ]      |
| Гадюка носата                 | Vipera ammodytes (Linnaues, 1758)                    | Viperidae    | Squamata   | LC              | |            | [ 22 ]      |
|                               | Vipera aspis (Linnaeus, 1758)                        | Viperidae    | Squamata   | LC              | . |            | [ 23 ]      |
| Гадюка звичайна               | Vipera berus (Linnaues, 1758)                        | Viperidae    | Squamata   | LC              | |            | [ 24 ]      |
| Каретта звичайна              | Caretta caretta (Linnaues, 1758)                     | Cheloniidae  | Testudines | EN              | |            | [ 25 ]      |
| Черепаха болотна              | Emys orbicularis (Linnaeus, 1758)                    | Emydidae     | Testudines | NT              | |            | [ 26 ]      |
| Червоновуха черепаха звичайна | Trachemys scripta (Thunberg, 1792 et Schoepff, 1792) | Emydidae     | Testudines | LC              | |            | [ 27 ]      |
|                               | Testudo hermanni Gmelin, 1789                        | Testudinidae | Testudines | NT              | |            | [ 28 ]      |

#### Потенційні та випадкові плазуни
| Українська назва        | Біноміальна назва                                  | Родина         | Ряд        | Статус ЄЧС/МСОП | Ареал проживання | Зображення | Виноски |
| ----------------------- | -------------------------------------------------- | -------------- | ---------- | --------------- | ---------------- | ---------- | ------- |
| Жовтопуз безногий       | Pseudopus apodus (Linnaues, 1758)                  | Anguidae       | Squamata   | LC              |                  |            | [ 29 ]  |
| Полоз леопардовий       | Zamenis situla (Linnaeus, 1758)                    | Colubridae     | Squamata   | LC              |                  |            | [ 30 ]  |
|                         | Hemidactylus turcicus (Linnaeus, 1758)             | Gekkonidae     | Squamata   | LC              |                  |            | [ 31 ]  |
|                         | Tarentola mauritanica (Linnaeus, 1758)             | Gekkonidae     | Squamata   | LC              |                  |            | [ 32 ]  |
|                         | Malpolon insignitus (Geoffroy Saint-Hilaire, 1827) | Lamprophiidae  | Squamata   | LC              |                  |            | [ 33 ]  |
| Шкіряста черепаха єдина | Dermochelys coriacea (Vandelli, 1761)              | Dermochelyidae | Testudines | VU              |                  |            | [ 34 ]  |
| Морська черепаха зелена | Chelonia mydas (Linnaues, 1758)                    | Cheloniidae    | Testudines | EN              |                  |            | [ 35 ]  |